# 三浦真明
三浦 真明(みうら さねあき）は、戦国時代の武将。今川氏の家臣。仮名は与次。通称は右衛門大夫。

## 来歴

### 生い立ち
大原資良の子で駿河三浦氏の傍流の1つに養子に入ったとみられる。軍記物などでは、「義鎮（右衛門佐）」の名で登場するが、後になって実名入りの発給文書が発見されて一旦は実名は「直明」とされた（「石田文書」）。しかし、その後「真明」の誤写・誤読とする意見が出され、現在では真明が実名であったと考えられている（「真」は今川氏真からの偏諱とみられている）。

### 武将として

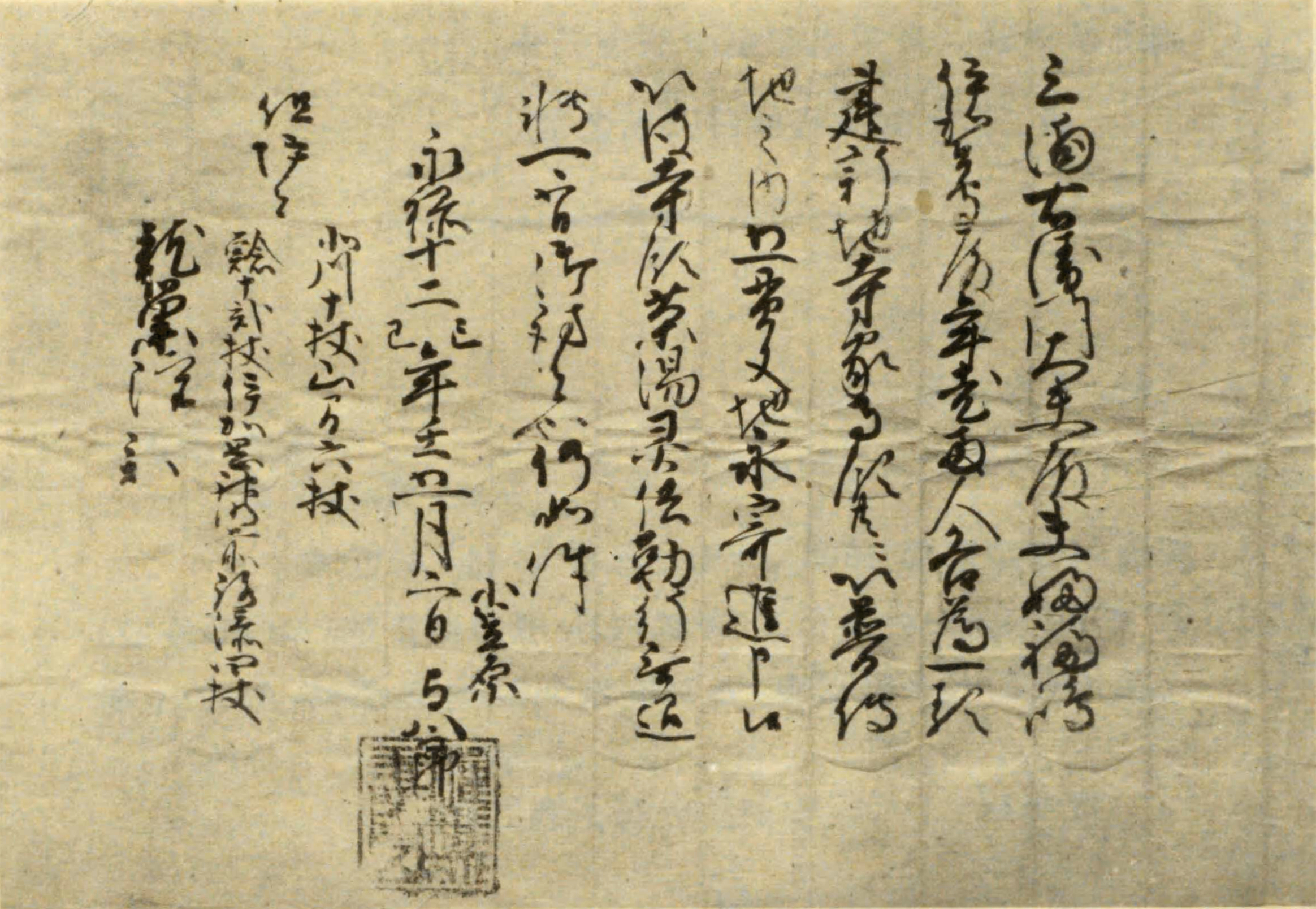
龍巣院に対する小笠原家の黒印状（『小笠原長忠黑印狀』永禄12年5月2日、龍巣院蔵）。「三浦右衛門大夫殿夫婦〔中略〕永寄進申候」と記されている。なお『靜岡縣史料』ではこの文書を『小笠原長忠黑印狀』と表記しているが、文書の署名は「小笠原與八郞」と表記されている

桶狭間の戦い以降、今川氏真の側近として急速に台頭する。初期には父である大原資良（三河国吉田城城将）と共に松平元康（徳川家康）ら三河における反今川の動きに対する対応を行っていた。その際に三河における寄親や小指南を朝比奈泰朝や朝比奈親徳から受け継いでいる。永禄5年（1562年）に今川氏真が三河に出陣した際には牧野氏を従えて参戦している。その後も氏真側近として訴訟の披露などを行っている。
永禄11年（1568年）、武田信玄の駿河侵攻に際しては、父と共に駿河国花沢城にて抵抗していたが、遠江国高天神城に逃れた後に徳川家康と内応した小笠原氏助に父と共に殺された（『松平記』）と伝えられ、『甲陽軍鑑』も今川氏から離反しようとしたために高天神城にて殺害されたと伝えられている。父の大原資良に関してはその後も存命したとする説もあるが、真明の死亡した場所（高天神城）が諸書で一致し、かつ妻の死も同日に死去したと伝えられていることから、真明が妻と共に殺害されたのは事実とみられる。なお、小笠原氏助は後に龍巣院（静岡県袋井市）へ真明夫妻のために寄進を行っているため、氏助がその死に関わっていた可能性も高い。
『松平記』・『甲陽軍鑑』といった軍記物では、今川氏真を誑かして多くの重臣を讒言して、その結果として武田・徳川の侵攻の際に多くの重臣が今川氏を裏切ったと伝えられているが事実関係は不明である。ただし、大原資良が他国出身でありながら今川氏に重用された経緯があり、次の世代にあたる真明は筆頭重臣格の三浦氏の傍流を継いで、今川氏の重臣と同様の役割を担ったことが今川家中において反発された可能性はある。

## 軍記物による最期
『小田原北条記』巻六「三浦右衛門佐」では、百姓に対し、重い労役を課し、家財まで売却させたため、反感と恨みを買い、花沢落城の際、単騎で三河国に逃げ延びた際、（元の領民から）身元が分かった上で落ち武者扱いされ、落ち武者狩りを受け、馬から引き落とされ、甲冑身ぐるみを剥がされた末、裸にされて追っ払われた。さらに高天神（現小笠郡大東町）に着き、小笠原与八郎に縛り上げられた際は、切り手の足助長久郎が近づいて、助願のためには、耳鼻は削がれてもよいかとたずねられ、「耳鼻は削がれても良いから助けてほしい」と命乞いをするも、それを聞いた小笠原は、「その心ゆえ恥を忘れて、ここまで来たのだ」と言い返し、即斬首された。